# Pult und Taktstock

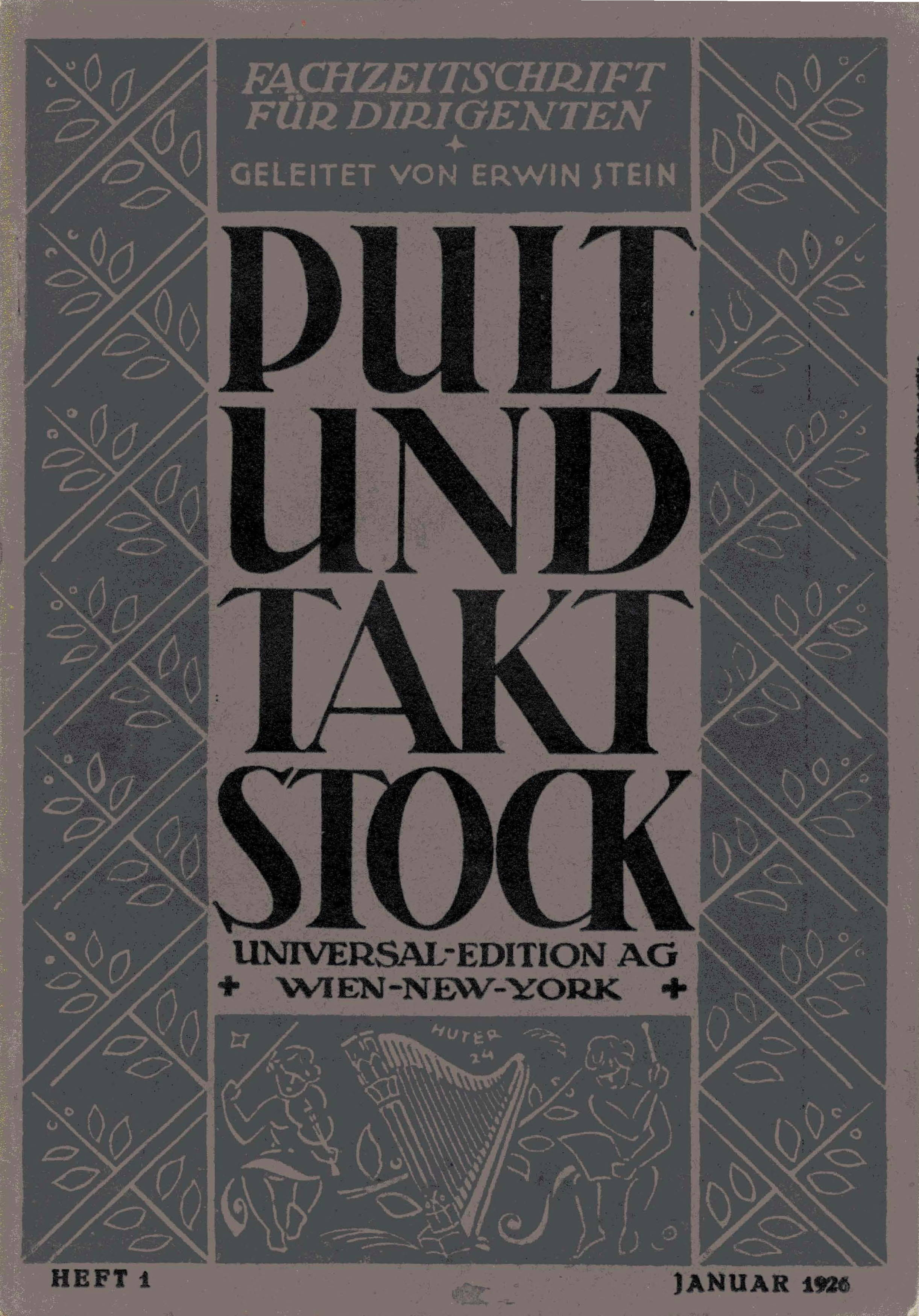

Pult und Taktstock war eine österreichische Musikzeitschrift, die für die Entwicklung der Neuen Musik bedeutsam wurde, da sie eine Reihe von Quellentexten hervorbrachte. Sie erschien 1924 bis 1930 in sieben Jahrgängen und 45 Ausgaben (54 Hefte oder Doppelhefte) bei dem Wiener Musikverlag Universal Edition (UE) und wurde von Erwin Stein herausgegeben. Ab September 1930 wurde die Zeitschrift mit Musikblätter des Anbruch (Anbruch) ohne weitere redaktionelle Bemerkung „vereinigt“ und war damit faktisch erloschen.
Der Untertitel lautete Fachzeitschrift für Dirigenten. Es handelt sich vermutlich um die erste Fachzeitschrift, bei der die Aufführungspraxis im Zentrum stand – und zwar nicht in erster Linie praktisch-technische Fragen ('wie schlage ich Takt'), sondern vor allem ästhetische: Was bedeutet die Interpretation für das Werk, welches ist ihr Rahmen? Wie wirkt die Spielpraxis (oder die Entwicklung des Instrumentenbaus) auf das Werk zurück? Usw.
Durch die Vielzahl an Beiträgen von Akteuren der Neuen Musik bzw. der Moderne – z. B. in der beständigen Kolumne Der Komponist über sein Werk – kristallisierte sich ein ästhetisches Bild der musikalischen Moderne aus der konkreten Praxis heraus.

## Schwerpunkte
Musikgeschichtlich bedeutend wurden die Rundfragen und Diskussionsbeiträge:
- Nationale Unterschiede beim Musizieren (1924, Heft 1)
- Zur Kammermusik (1924, Heft 8)
- Die Mechanisierung der Musik (1925, Heft 1–6)
- Der sichtbare Dirigent (1925, Heft 1)
- Qualität eines musikalischen Kunstwerks, Misserfolg und Wert, Kunstverständnis des Publikums (1925, Heft 7 und 8)
- Wozzeck – Besprechungen führender Musikschriftsteller Deutschlands (1926, Heft 1)
- Metronomisierung (1926, Heft 3/4 und 7/8)
- Arnold Schönberg und seine Orchesterwerke (1927, Heft 3/4)

## Wichtige Mitarbeiter
Neben einer Vielzahl von Einzelbeiträgen berühmter Dirigenten und praktizierender Musiker gehörten zu den Hauptbeiträgern
- Musikpublizisten:
  - Erwin Stein
  - Theodor Wiesengrund-Adorno
  - Hans Heinz Stuckenschmidt
  - Josef Rufer
- Komponisten
  - Arnold Schönberg
  - Egon Wellesz
  - Walter Braunfels
  - Ernst Krenek

Der herausgebende Verlag, die Universal Edition (UE), nutzte die Zeitschrift extensiv für Anzeigen eigener Verlagsprodukte.